# ブリエンツ・ロートホルン鉄道H2/3 1-5形蒸気機関車
ブリエンツ・ロートホルン鉄道H2/3 1-5形蒸気機関車（ブリエンツ・ロートホルンてつどうH2/3 1-5がたじょうききかんしゃ）は、スイス中央部の私鉄であるブリエンツ・ロートホルン鉄道（Brienz Rothorn Bahn（BRB））で使用されている山岳鉄道用ラック式蒸気機関車である。なお、本形式はスイスの古い形式称号に則ったII/3 H形の1I-4号機として製造されたものであるが、その後の称号改正によりH2/3 1-4形となり、後にH2/3 5号機および1II号機が増備されたものである。

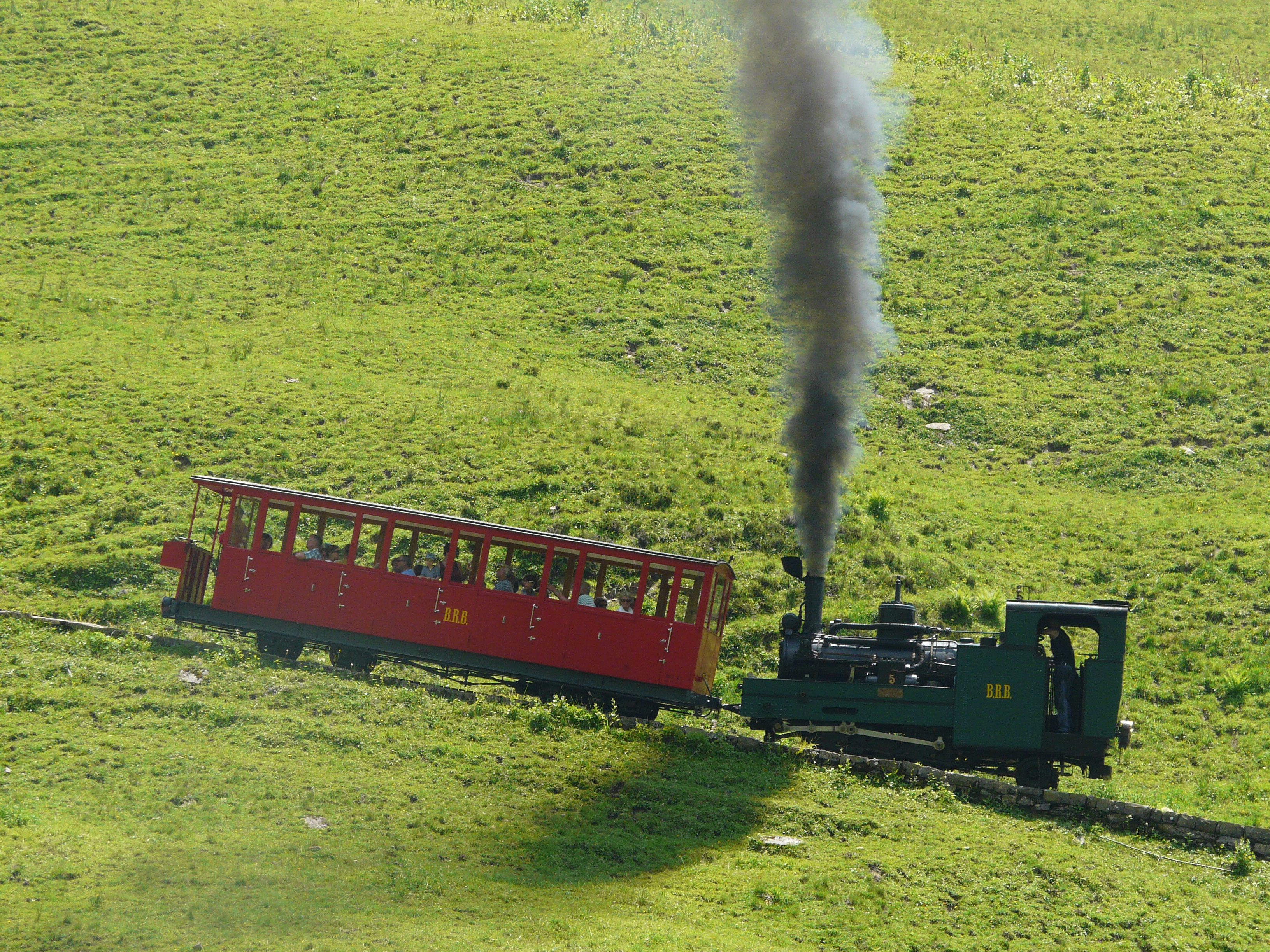
HG2/3 5号機、軌道は最急勾配250パーミル、機体は120パーミルの勾配で前傾している、2013年

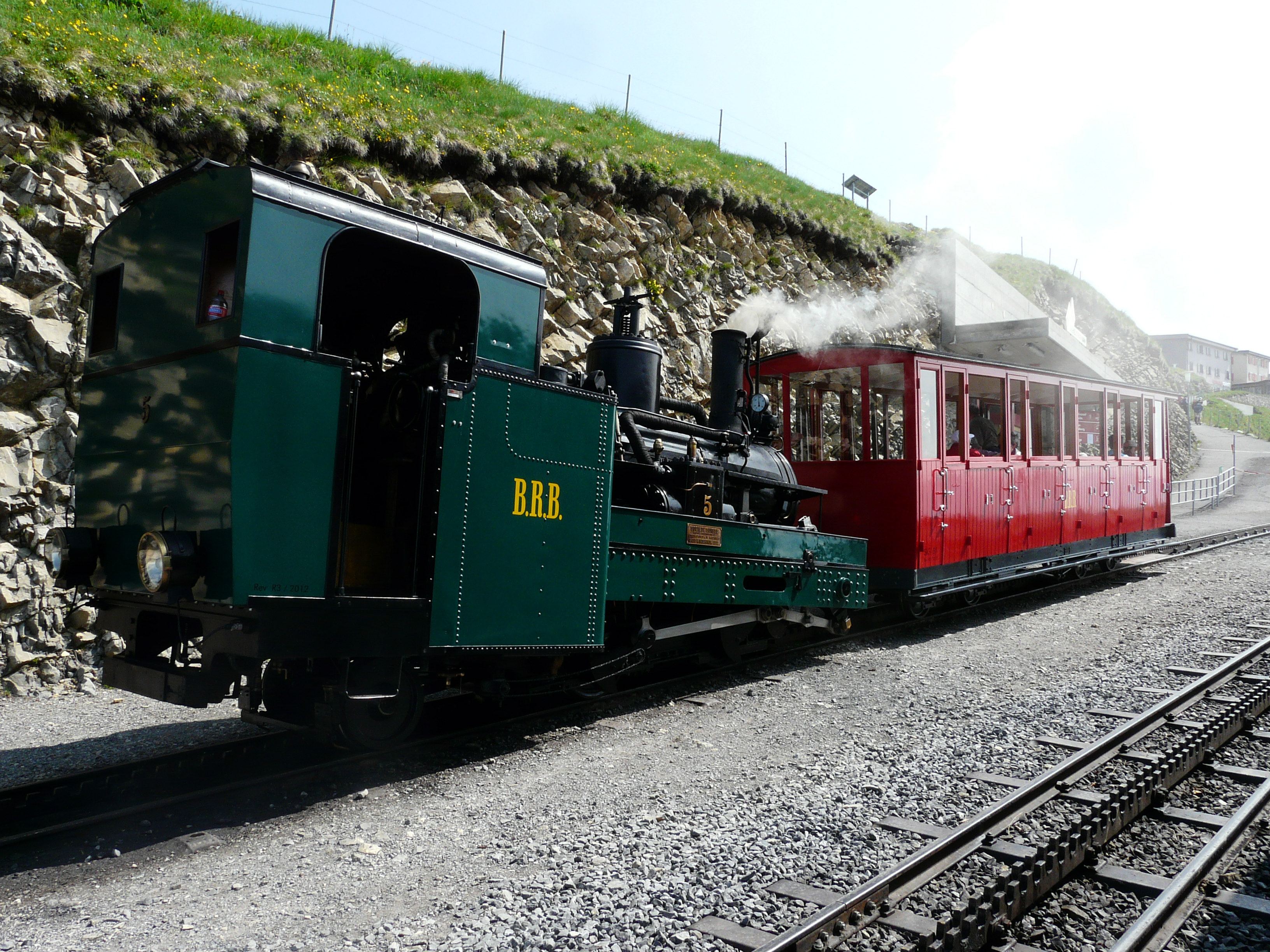
HG2/3 5号機が推進する列車、本形式は客車1両のみを推進できる

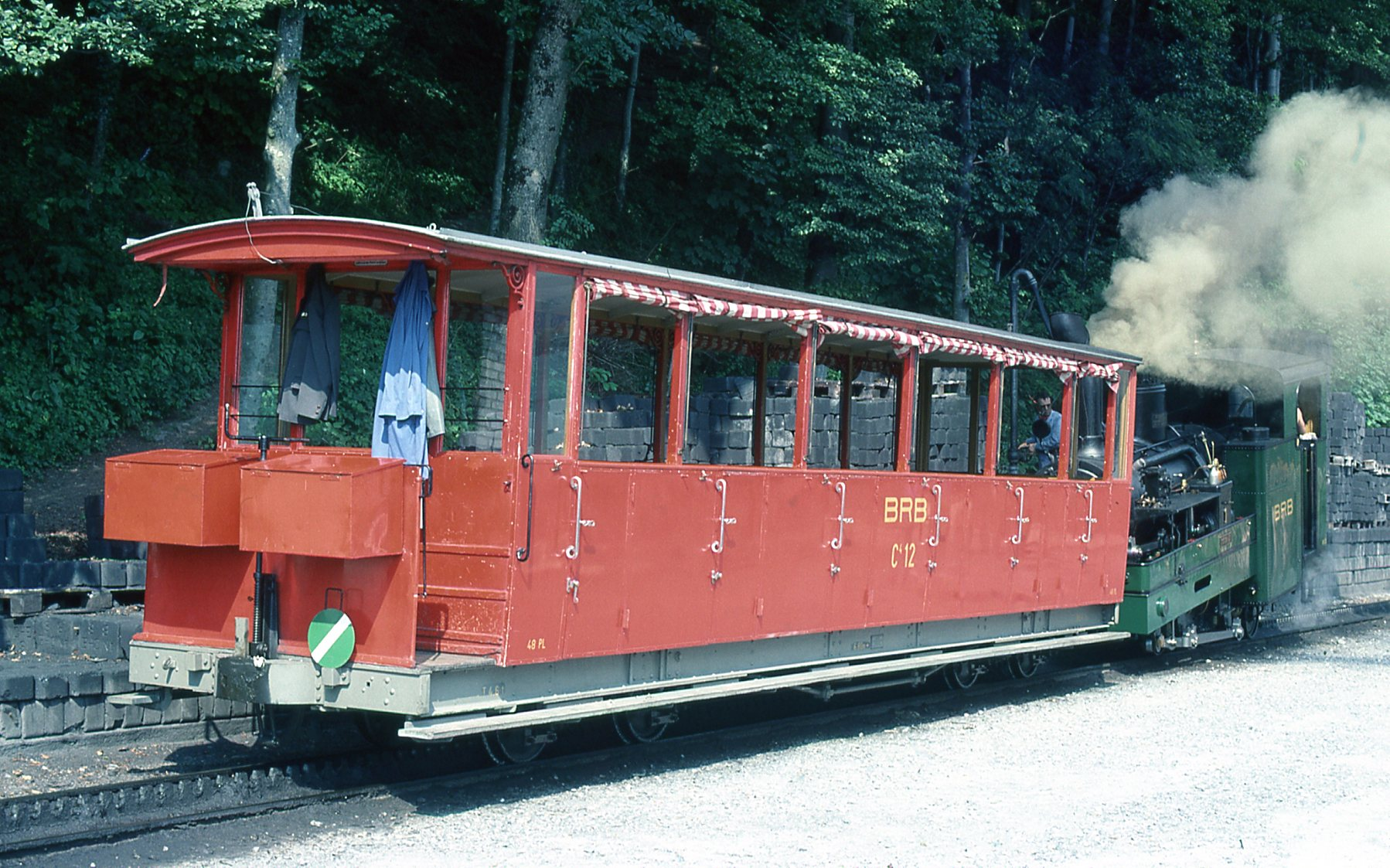
HG2/3形と同じく開業当時より使用されるオープン客車のC 12号車

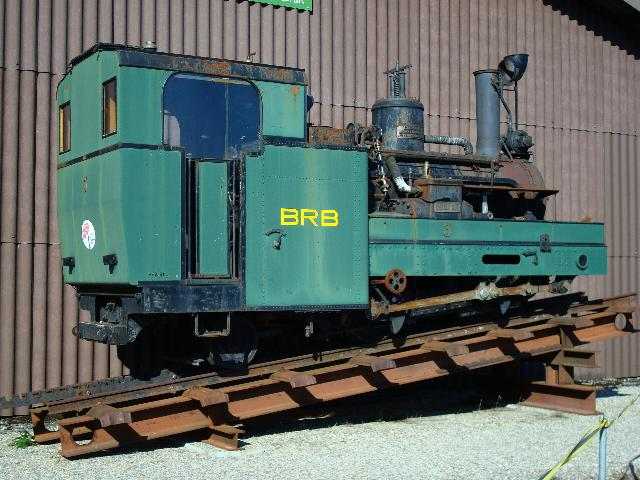
保管されているH2/3 3号機、ボイラー横にシリンダを装備する、2008年

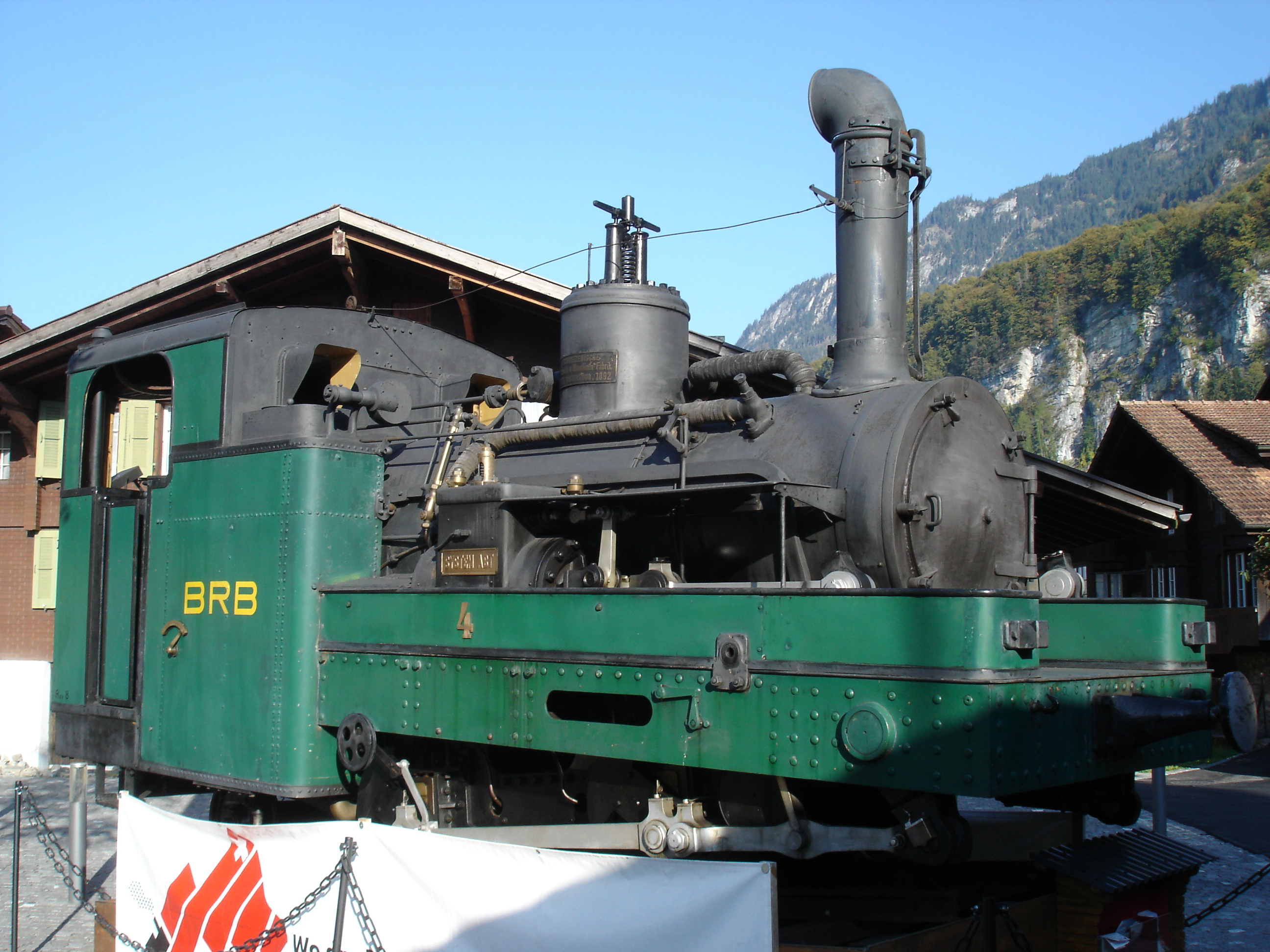
同じく保管されているH2/3 4号機、2006年

## 概要
ブリエンツ・ロートホルン鉄道はスイス中央部ブリエンツ湖畔のブリエンツ駅から標高2350mのブリエンツ・ロートホルンの山頂近く、2244mのロートホルンクルム駅までを登る800mm軌間の登山鉄道として1892年に開業しており、蒸気機関車牽引の列車で運行されていた。同鉄道は開業後利用者数が伸び悩んでおり、第一次世界大戦の影響により1914年に休止されているが、1931年6月13日には本格的に運行が再開され、スイスの鉄道としては数少ない非電化路線として現在に至るまで蒸気機関車およびディーゼル機関車による列車が運行されている。
本形式はブリエンツ・ロートホルン鉄道が開業に際してII/3 H形の1I-4号機として4機を導入したSLM製のラック式蒸気機関車であり、その後の称号改正によりH2/3形の1I-4号機となっている。SLM社は当時の蒸気機関車メーカーとしては後発であったが、1873年に最初のラック式蒸気機関車をオーストリアのカーレンベルク鉄道向けに製造して以降、ラック式の蒸気機関車の製造を得意として世界的に多くのシェアを占めるようになっており、その後1970年頃の統計では世界のラック式蒸気機関車の33%が同社製となっている。同様にスイス国内においてもラック式の蒸気機関車はその多くがSLMで製造されていたが、同社の小型登山鉄道用蒸気機関車はある程度シリーズ化されており、本形式もSLMのII/3 H形の第1シリーズの1機種として製造されている。このシリーズはラック式専用のもので、スイス南部のモンテ・ゼネロッソ鉄道のII/3 H形1-6号機として1890年に導入された機体をベースとして、スイスおよびフランスの計6鉄道に導入されており、ブリエンツ・ロートホルン鉄道ではこれらのうちヴェンゲルンアルプ鉄道の同型機であったH2/3 1-8形の1号機をH2/3 5号機として1912年に、モンテ・ゼネロッソ鉄道のH2/3 1I-7形の7号機（もとグリオン-ロシェ・ド・ネー鉄道H2/3 1I-6形の4号機）を1962年に譲受している。このシリーズが導入された鉄道はいずれも220-250パーミルの上り片方向の勾配の路線であったため、II/3 H形の第1シリーズは最急勾配の約1/2である120パーミルの上り勾配でボイラーおよび運転室が水平となるよう前傾した構造となっているほか、1870年代以降路面機関車に採用されていたブラウン式弁装置を装備して機体を小型にまとめているほか、本シリーズはSLM製としては同年製のフィスプ・ツェルマット鉄道のHG2/3形とともに従来の機体では1軸のみの装備であったラック用ピニオンを初めて2軸装備したことも特徴となっている。なお、それぞれの機番とSLM製番、製造年は下記のとおりである。
- 1I - 688 - 1891年
- 1II - 722 - 1892年 - 1962年にモンテ・ゼネロッソ鉄道のH2/3 7号機を譲受
- 2 - 689 - 1891年
- 3 - 719 - 1892年
- 4 - 720 - 1892年
- 5 - 690 - 1891年 - 1912年にヴェンゲルンアルプ鉄道のH2/3 1号機を譲受

## 仕様

### 車体
- 外観は前傾したボイラーに2軸ピニオン軸および支持輪と従輪を車軸配置2zz'1に配置し、ボイラー横にシリンダを配置しているもので、煙室扉周りや運転室周りを始め、全体にシンプルなデザインのスイス製蒸気機関車の標準的なスタイルである。ボイラーおよび運転室、シリンダが120パーミルの勾配で前傾しており、支持輪、従輪ほか走行装置が水平となっているため、台枠は台形をしているが、ボイラーなどと同様に台枠の梁、補強、ブレーキシリンダなど多くの台枠装備品は120パーミル前傾しており、支持輪とその軸箱守、従台車をはじめ、ブレーキ引張棒、連結器や緩衝器などがレール面と平行となっている。
- 運転室背面下部には2か所の丸型の引掛式の前照灯および標識灯が設置できるようになっていたが、列車の中間に入る機関車正面には通常は灯具類は装備されていない。連結器は機関車前部端梁の中央に緩衝器が、後部には鋼材による緩衝器受けが設置される簡易なもので、客車等の牽引用にその左右に連結用のチェーンを設置することができるものとなっている。

### 走行装置
- ボイラーは1I-4号機が全伝熱面積が36.5m2、小煙管本数156本、蒸気圧力14kg/cm2、内径900mm、火室長876mm、煙管長1920mm、後年ヴェンゲルンアルプ鉄道から譲受した5号機が全伝熱面積が33.8m2、蒸気圧力14kg/cm2のいずれも飽和蒸気式である。火室は平坦線走行時（ボイラーが120パーミル前傾時）に天板がボイラー水面上に出て空焚きとなることを防ぐための上部に後方へボイラーに対して120パーミルの傾斜がつけられてレール面と平行となっているほか、250パーミルの上り勾配時でも煙管がほぼ全て水面下となるように設定されている。また、シリンダがボイラー横部に設置されており、加減弁からの蒸気は蒸気ドームからボイラー外を経由してシリンダへ至る構造となっており、後年過熱式ボイラーを搭載した機体においても同様に、加減弁から一旦ボイラー外を経由して煙突後部からボイラー内の過熱管に戻り、そこから再度ボイラー外に出てシリンダへ至る構造となっている。なお、他鉄道のII/3 H形第1シリーズの機体と同様に一部の機体がボイラーを過熱式に変更しており、2-5号機が1936年より順次改造を実施して、過熱面積7.00m2、全伝熱面積43.5m2となっている。
- 走行装置はピニオン駆動用に2シリンダ単式でブラウン式[8]弁装置の駆動装置を装備している。ブラウン式弁装置は基本的にはジョイ式弁装置などと同種のものであるが、さらに、路面機関車や登山鉄道用の小型の機体ではシリンダを台枠上の動輪上部のボイラー横に配置して、レバーを介して駆動力を動輪の位置まで下げて伝達する方式としている。この方式はシリンダが動輪の前部にないために機関車全長を小さくすることでき、かつ全幅も抑えることができることと、軌道面近くの障害物がシリンダに衝突することを避けることができること、シリンダが高い位置にあるため摺動部への給油作業がやりやすいことなどの特徴があり、SLM製の路面機関車に広く採用されていた方式である。本形式では径300mm/行程550mmのシリンダをボイラーの両脇の台枠上に装備し、機関車前方に向いたピストン棒から機関車前部に設置されたレバーに駆動力が伝達され、そこで機関車後方に向きを変えてテコ比1.4で主連棒に伝達されて第1ピニオン軸に、そこから連結棒で第2ピニオン軸に伝達する形態となっている。
- 台枠に設置された2軸のピニオン軸にはピニオン軸とは独立して回転する支持輪が軌間800mmで配置され、これと1軸従台車とを合わせて車軸配置は2zz'1となっている[9]。ラック方式はラックレール2条のアプト式でピニオン有効径は573mmの2枚組でブレーキドラムを併設したもの、支持輪径は653mm、従輪径は520mm、台枠は鋼板による外側台枠式の板台枠である。
- 石炭の積載量は0.55t、水積載容量は1.2m3で、水タンクはサイドタンク式であるが、山頂方向へ運転時には1回で約2m3の水を消費するため、中間駅で給水を行っている。
- ブレーキ装置は、ピニオンに併設されたブレーキ用ドラムに作用するバンド式ブレーキ装置が設置されるほか、反圧ブレーキを装備している。

### 主要諸元
- 軌間：800mm
- 方式：2シリンダ、飽和蒸気式タンク機関車（2-4号機は後に過熱蒸気式に改造）
- 軸配置：2zz'1
- 最大寸法：全長5897mm（1II号機は6100mm、5号機は6150mm）
- 機関車全軸距：2800mm（1II、5号機は3000mm）
- 固定軸距：1410mm（5号機は1230mm）
- 支持輪径：653mm
- 従輪径：520mm
- ピニオン有効径：573mm
- 自重：13.0t（5号機は13.5t）
- 運転整備重量：16.6t（1II号機は16.5t、5号機は16.7t）
- ボイラー
  - 火格子面積/過熱面積/全伝熱面積
    - 1-4号機：0.67m2/-m2/36.5m2（飽和式）、0.67m2/7.00m2/43.5m2（過熱式改造後）
    - 5号機：0.68m2/-m2/33.8m2（飽和式）、0.68m2/7.00m2/43.5m2（過熱式改造後）

  - 煙管本数：156本
  - 内径：900mm（缶胴厚12mm）
  - 使用圧力：14kg/cm2
- シリンダ
  - 径：300mm
  - ストローク；550mm
  - テコ比：1.4
- 弁装置：ブラウン式
- 出力：170kW
- 牽引力
  - 牽引力：40kN[10]
  - 牽引トン数：11t[11]（220パーミル）
- 最高速度：9km/h[12]
- 水搭載量：1m3（ボイラー内）、1.2m3（水タンク内）
- 石炭搭載量：0.55t
- ブレーキ装置：手ブレーキ、反圧ブレーキ

## 運行・廃車
- 製造後はブリエンツ・ロートホルン鉄道の全線で運用されている。この鉄道はスイス国鉄[13]唯一の1m軌間の路線で現在ではツェントラル鉄道[14]の路線となっているブリューニック線およびブリエンツ湖の船運と接続するブリエンツから、標高2350mのブリエンツ・ロートホルン山頂付近のロートホルンクルムへ登る登山鉄道であり、全長7.60km、標高566.0-2244.0m、最急勾配250パーミルの山岳路線である。ラック方式はラックレールが2条のアプト式で、ピッチ120mm、歯末たけ15mm、歯先レール面上高50mm、歯厚25mmとなっている。
- ブリエンツ・ロートホルン鉄道開業時に用意された機材は以下の通りであり、本形式が客車1両を押し上げる形で列車が運行されており、多客時には続行運転で運転される。また、開業から現在に至るまで冬季は運休している。
  - 蒸気機関車（4機）：H2/3 1I-4号機（本形式）
  - 客車（5両）：C 1-2形（3等客車）、C 11-12形（3等オープン客車）、CF 21形（3等/荷物客車）
  - 貨車（2両）：M 1-2形（無蓋車）
- 蒸気機関車はその後1912年にヴェンゲルンアルプ鉄道からH2/3 1号機を譲受け、ラック方式を同鉄道のラックレールがラダー式1条のリッゲンバッハ式の亜種であるパウリ-リッゲンバッハ式[15]からアプト式に変更の上使用されている。
- しかし、ブリエンツ・ロートホルン鉄道は開業後はヴェンゲルンアルプ鉄道など他の各地の登山鉄道の開業や、ジュラ-シンプロン鉄道（1903年まで）およびスイス国鉄（1903年以降）によって運行されていたブリューニック線がルツェルン - ブリエンツ間のみの運行で、1916年にブリエンツ - インターラーケン・オスト間が開業するまで、インターラーケン方面からブリエンツまでは船運しかなかったことなどから、利用客数が伸びていなかったこともあり、第一次世界大戦の影響もあって1914年8月1日に運行を休止し、1931年6月14日に運行を再開するまでは1918年以降に途中のプランアルプから少量の木材輸送が実施されるのみとなっていた。本形式はその間も整備が続けられており、運行再開後にH2/3 2-5号機が過熱式改造を実施しつつも引続き使用されており、過熱式化した機体は、上り方向の所要時間が80分から55分に短縮されたほか、中間駅での水の補給が片道2回から1回に減少している。また、1933、36年には客車2両を押し上げることができる新形式であるHG2/3 6-7形と客車も増備がなされている。
- H2/3 1I号機は1940年にボイラーの故障により運行されなくなり、1961年にその代替としてモンテ・ゼネロッソ鉄道よりH2/3 7号機を譲受し、1I号機を解体して得られた部品と組み合わせてH2/3 1II号機としている。この機体はもともとグリオン-ロシェ・ド・ネー鉄道の電化により1941年にモンテ・ ゼネロッソ鉄道に譲渡されたH2/3 4号機であり、グリオン-ロシェ・ド・ネー鉄道が所有していた1914年時点でボイラーの過熱式化改造を実施している。
- その後の輸送力の増加に伴って1970年代に入ってHm2/2 8-11形ディーゼル機関車が導入されて本形式などの蒸気機関車とともに運行され、気動車の導入が計画されたこともあった。さらに 1992-96年、05年には新設計・新造の蒸気機関車であるH2/3 12...16形が増備されており、次第に運用を外れている。2010年頃の時点では、H2/3 1II号機が廃車となり、H2/3 3、4、5号機も運用を外れて保管され、H2/3 2号機のみが週1便のソーセージ急行や臨時列車のサロン・ルージュ・サービスで運用されていたが、その後H2/3 5号機が運用に復している。

## 同型機
SLM製のII/3 H形第1シリーズは、下表のとおり、モンテ・ゼネロッソ鉄道以降計6鉄道に導入されており、いずれもラック方式や連結器等の違いはあるものの基本的にはほぼ同一の機体となっているが、モン・ルヴァール鉄道の機体のみ軌間が1000mmとなっている。なお、一部の鉄道間においては廃車となった機体の譲受が行われている。
| 所属                          | 開業年 | 形式 | 機番 | SLM製番                 | 製造年    | ラック方式     | ピニオン径 | 支持輪径 | ボイラー伝熱面積 | シリンダ径×行程 | 牽引力 | 自重  |
| ----------------------------- | ------ | ---- | ---- | ----------------------- | --------- | -------------- | ---------- | -------- | ---------------- | --------------- | ------ | ----- |
| モンテ・ゼネロッソ鉄道        | 1890年 | H2/3 | 1I-6 | 603-                    | 1890年    | アプト         | 573mm      | 653mm    | 32.2m2           | 300×550mm       | 5500kg | 14.5t |
| ブリエンツ・ロートホルン鉄道  | 1892年 | H2/3 | 1I-4 | 688-689/719-720         | 1891-92年 | アプト         | 573mm      | 653mm    | 36.5m2           | 300×550mm       | 6500kg | 16.6t |
| グリオン-ロシェ・ド・ネー鉄道 | 1892年 | H2/3 | 1-6  | 693-694/721-724         | 1891-92年 | アプト         | 573mm      | 653mm    | 36.5m2           | 300×550mm       | 6500kg | 16.0t |
| ヴェンゲルンアルプ鉄道        | 1893年 | H2/3 | 1-8  | 690-691/713/750/802-805 | 1891-93年 | リッゲンバッハ | 573mm      | 672mm    | 36.5m2           | 300×550mm       | 6500kg | 16.5t |
| シーニゲ・プラッテ鉄道        | 1893年 | H2/3 | 1-5  | 692/749/800-801/881-882 | 1891-94年 | リッゲンバッハ | 573mm      | 672mm    | 36.5m2           | 300×550mm       | 6500kg | 16.5t |
| モン・ルヴァール鉄道          | 1892年 |      | 1-8  | 711-712/743-748         | 1892年    | アブト         | 520mm      | 653mm    | 37.2m2           | 300×550mm       | 7700kg | 15.1t |

1. ↑  この他に1941/42/56年にグリオン-ロシェ・ド・ネー鉄道H2/3 1-6形の4、6号機を購入してH2/3 7および1II号機として編入
2. ↑  この他に1963年にモンテ・ゼネロッソ鉄道経由でグリオン-ロシェ・ド・ネー鉄道H2/3 4号機を購入してH2/3 1II号機として編入、1912年にヴェンゲルンアルプ鉄道のH2/3 1号機を購入してH2/3 5号機として編入
3. ↑  H2/3 2-5号機は1935-36年に過熱装置を装備して43.5m2となる
4. ↑  H2/3 2および4-6号機は1912-16年に過熱装置を装備して全伝熱面積が変更となる
5. ↑  実際には製造番号748の8号機予定機はモン・ルヴァール鉄道では使用されずゴルナーグラート鉄道（Gornergratbahn（GGB））建設に使用された後にスペインのモンセラット登山鉄道（Cremallera de Montserrat）の6号機となっている

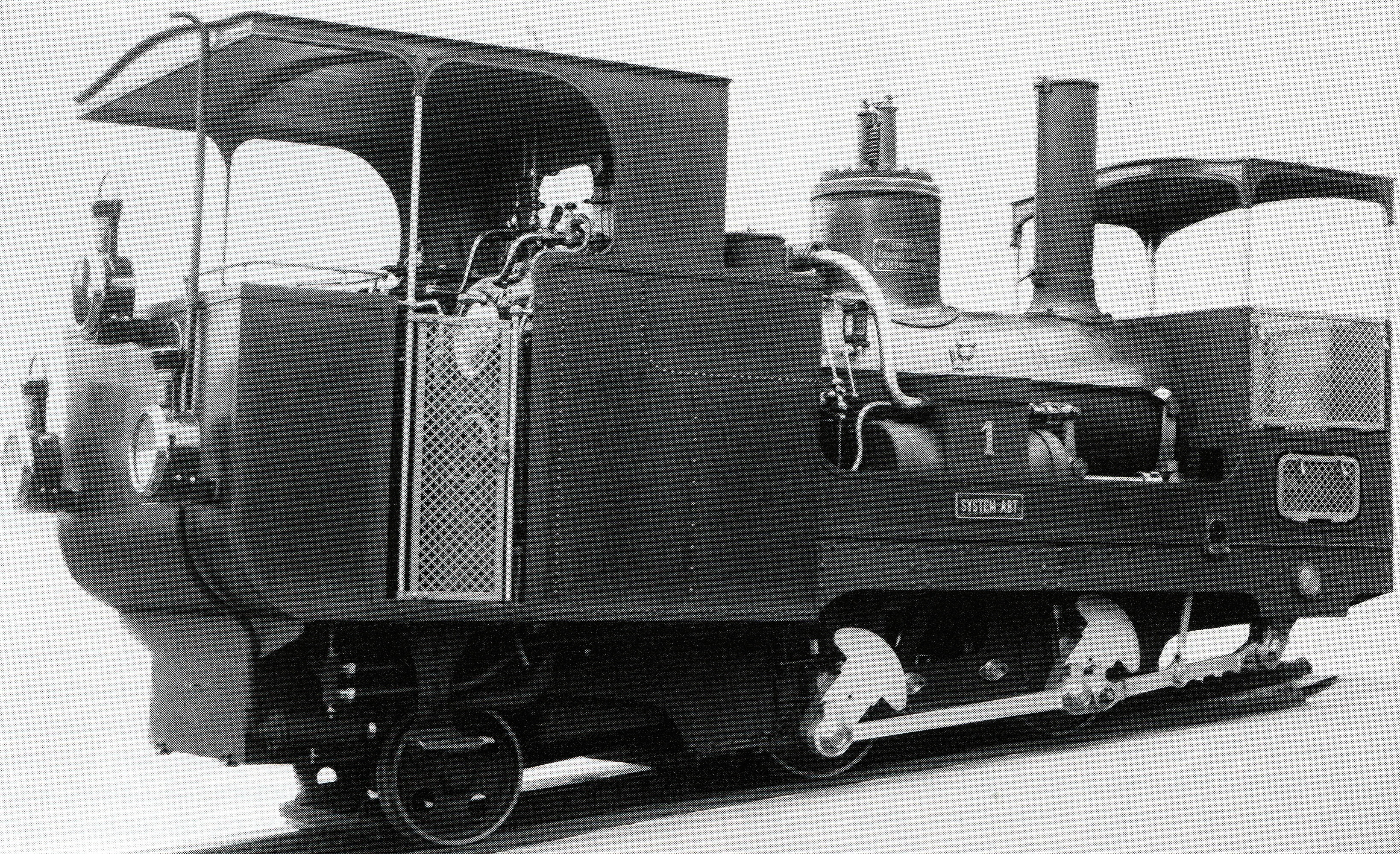
II/3 H形第1シリーズの原型となったモンテ・ゼネロッソ鉄道のH2/3 1号機
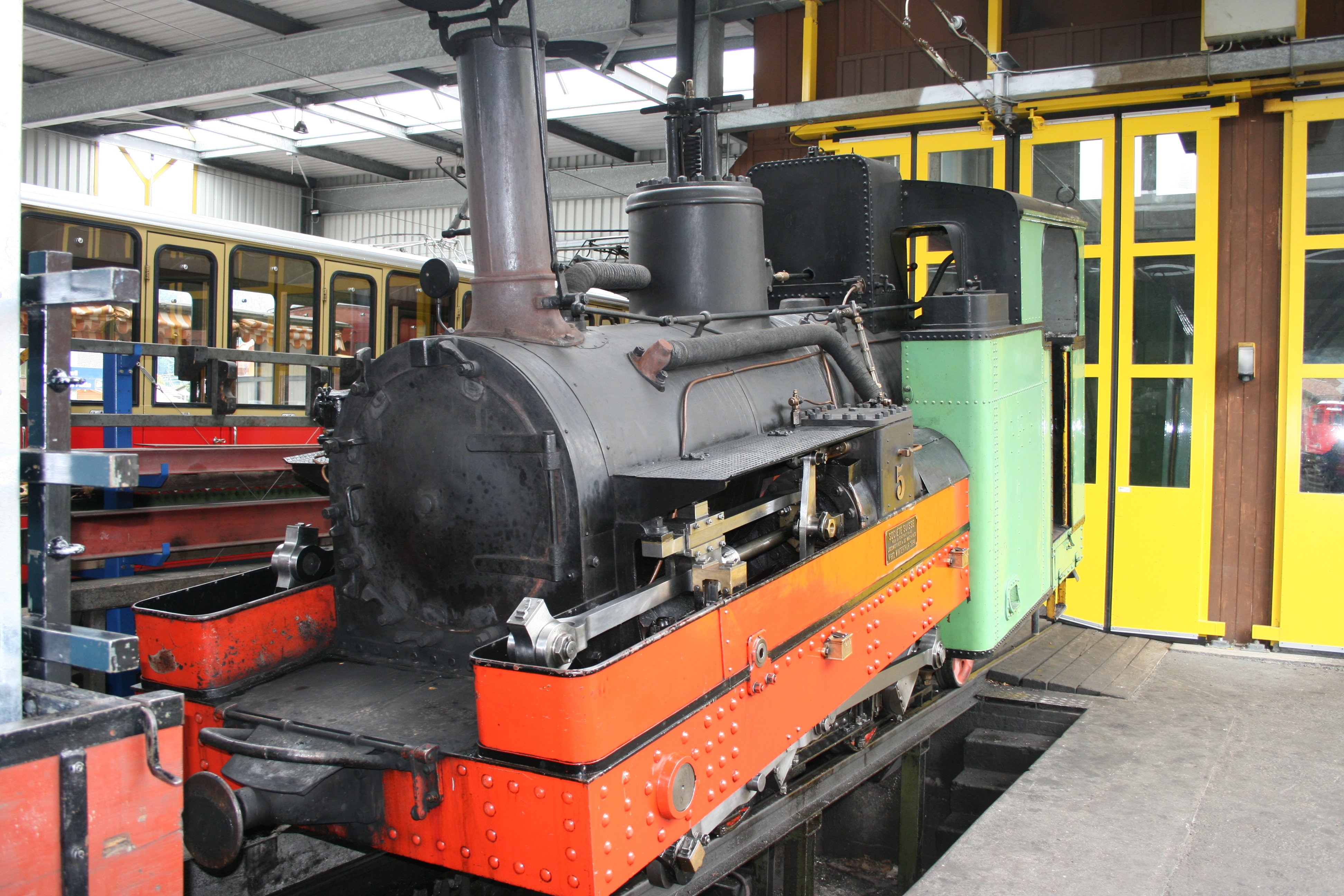
シーニゲ・プラッテ鉄道のH2/3 1号機
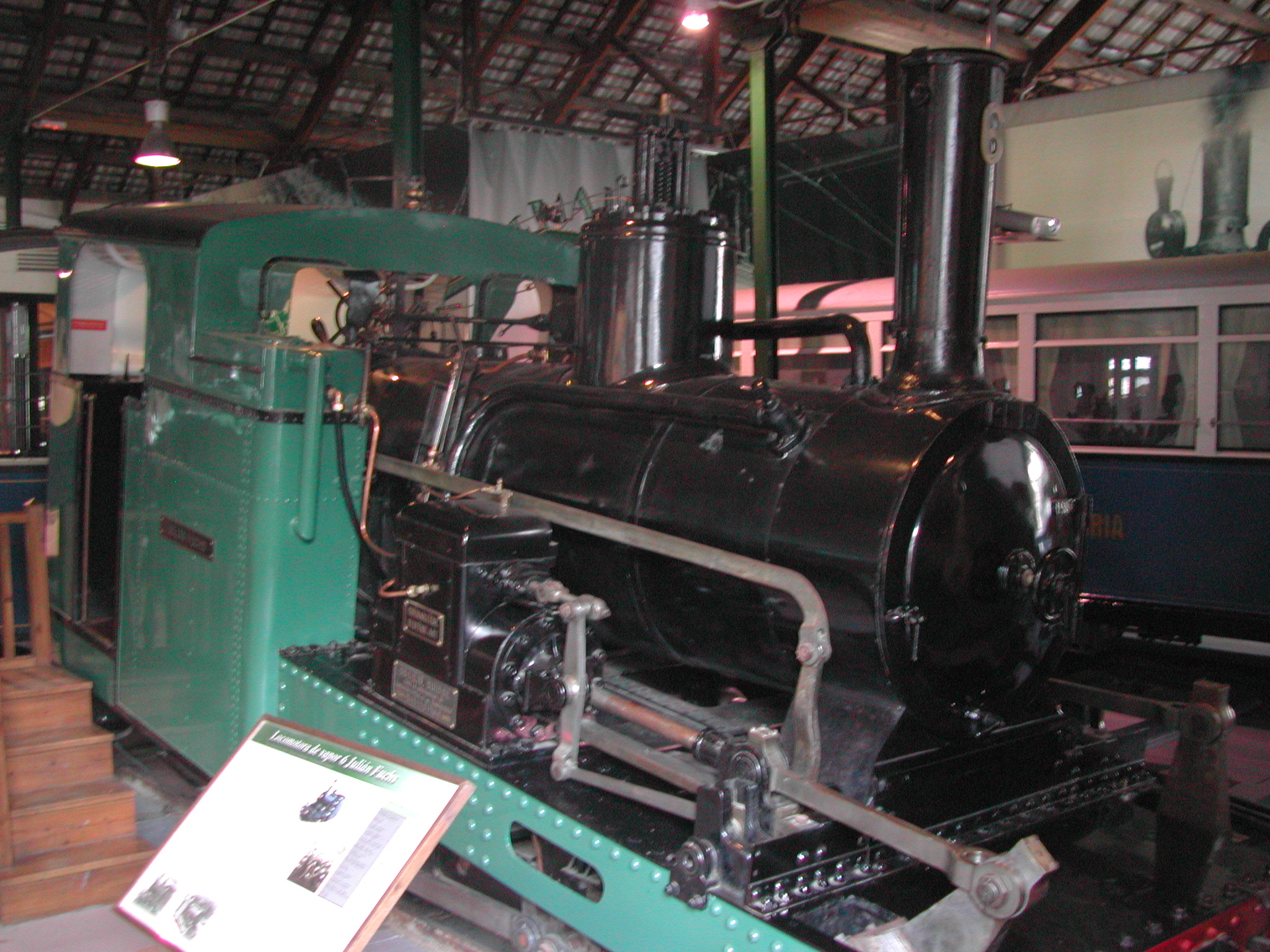
モン・ルヴァール鉄道の8号機として製造されたモンセラット登山鉄道6号機
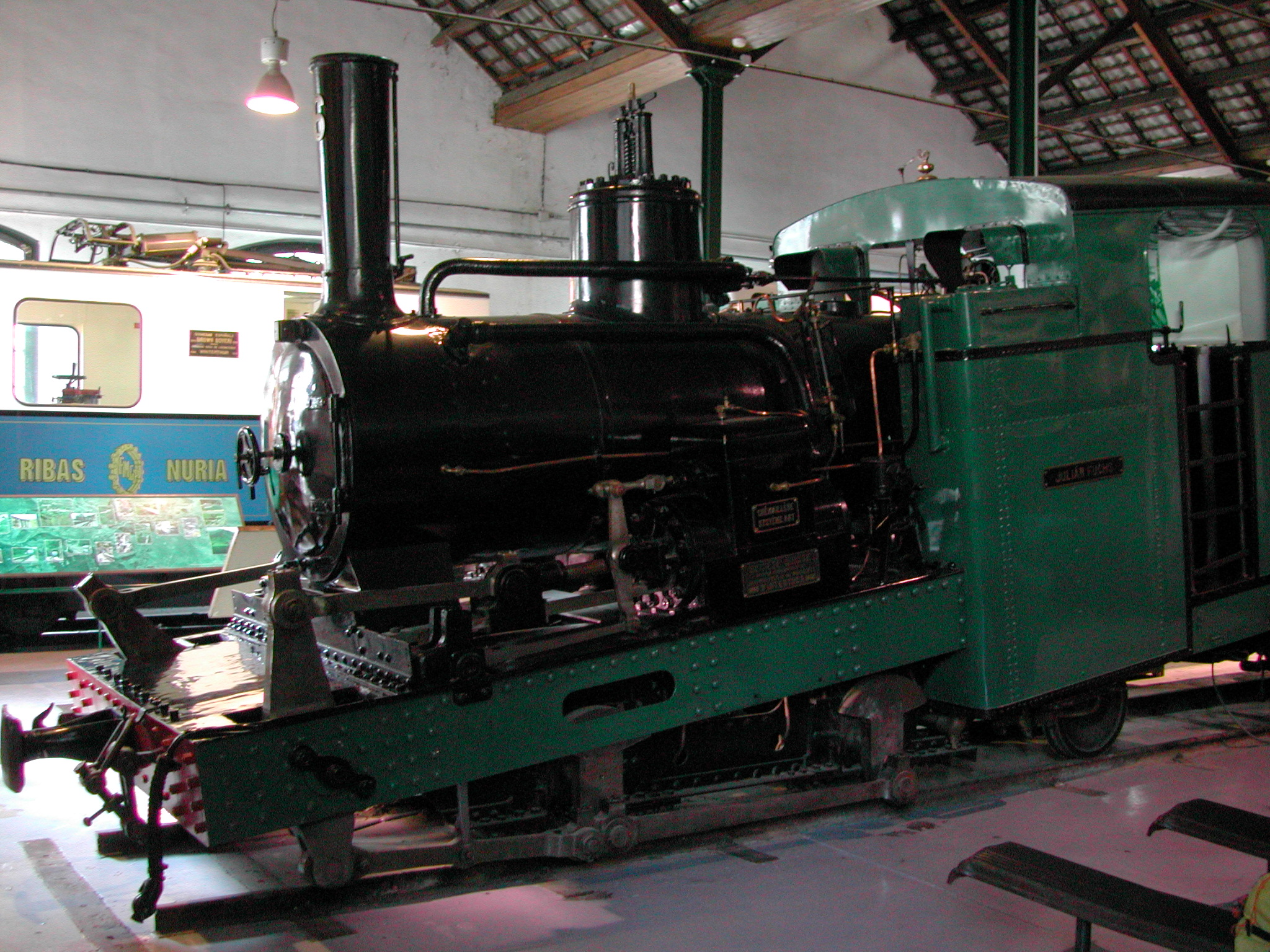
同じくモン・ルヴァール鉄道8号機として製造されたモンセラット登山鉄道6号機